# Petr Kouba
Petr Kouba (28 de janeiro de 1969) é um treinador ex-futebolista profissional tcheco que atuava como goleiro.

## Carreira
Petr Kouba representou a Seleção Checa de Futebol, na Eurocopa de 1996. 